# Вальтер Мельцер
Ва́льтер Ме́льцер (нім. Walter Melzer; 7 жовтня 1894, Лейпциг — 23 червня 1961, Бремен) — німецький воєначальник, генерал піхоти вермахту (30 січня 1945). Кавалер Лицарського хреста Залізного хреста з дубовим листям.

## Біографія
Учасник Першої світової війни. Після демобілізації армії залишений у рейхсвері, служив у піхотних частинах. З 15 жовтня 1935 року — командир 2-го батальйону 43-го піхотного полку. З 1 вересня 1939 року — командир 151-го піхотного полку 61-ї піхотної дивізії. Учасник Польської і Французької кампаній, а також Німецько-радянської війни. З 7 грудня 1942 року — командир 332-ї, з 1 січня 1943 року — 252-ї піхотної дивізії, з 12 жовтня 1944 по 8 травня 1945 року — 23-го армійського корпусу.

## Нагороди
- Залізний хрест
  - 2-го класу (9 серпня 1915)
  - 1-го класу (10 березня 1918)
- Військовий орден Святого Генріха, лицарський хрест (10 листопада 1915)
- Орден Альберта (Саксонія), лицарський хрест 2-го класу з мечами
- Нагрудний знак «За поранення» в чорному
- Почесний хрест ветерана війни з мечами
- Медаль «За вислугу років у Вермахті» 4-го, 3-го, 2-го і 1-го класу (25 років)
- Застібка до Залізного хреста
  - 2-го класу (16 вересня 1939)
  - 1-го класу (3 жовтня 1939)
- Лицарський хрест Залізного хреста з дубовим листям
  - лицарський хрест (21 серпня 1941)
  - дубове листя (№ 558; 23 серпня 1944)
- Медаль «За зимову кампанію на Сході 1941/42»
- Німецький хрест в золоті (11 лютого 1943)